# Victor von Plessen
Victor Baron von Plessen (*  23. Oktober 1900 auf Gut Sierhagen bei Neustadt in Holstein; † 16. Dezember 1980 auf Gut Wahlstorf bei Preetz) war ein deutscher Forschungsreisender und Ornithologe in Südostasien und stammte aus dem ursprünglich edelfreien mecklenburg-holsteinischen Adelsgeschlecht von Plessen. Er war Ehrenritter des Johanniterordens.

## Leben
Victor Baron von Plessen stammt aus dem gräflichen Haus Scheel-Plessen, preußischer Grafenstand Potsdam 1896. Sein Vater war Carl Gabriel Joachim Wilhelm Graf Scheel-Plessen (1845–1932), vormals Mitglied des Preußischen Herrenhaus, Major, Rechtsritter des Johanniterordens. Seine Mutter war Louise Gräfin Plessen-Sierhagen (1860–1939). Victor von Plessen war ein nachgeborener Sohn und somit Baron (Freiherr). Er studierte nach seinem Militärdienst im elitären Regiment der Gardes du Corps 1917/18 Kunst in Berlin und München. 1924/25 und 1927/28 unternahm er seine ersten Expeditionen in den Malayischen Archipel. Auf seinen Reisen nach Bali lernte er den deutschen Musiker und Künstler Walter Spies kennen und schätzen, der seit 1927 dort lebte und ihn bei seinen Forschungen maßgeblich unterstützte. Auf seiner zweiten Expedition in den Malaiischen Archipel im Jahre 1927 verfasste Victor von Plessen ein Reisetagebuch, sein Malaiisches Tagebuch, das seinen Alltag und seine Gedanken, seine Expedition und ihre abenteuerlichen Bedingungen eindrücklich beschreibt. 
1930/31 entstanden unter seiner Expeditionsleitung in Bali die Filme Insel der Dämonen und 1934/35 auf Borneo Die Kopfjäger von Borneo. Regie führte bei beiden Filmen Friedrich Dalsheim (1895–1936). 1937/38 drehte er, begleitet von seiner Frau Marie-Izabel, wissenschaftliche Filme in Malaysia im Auftrag des Völkerkundemuseums. Die Entdeckung von über 50 Subspezies von Vogel-, Schmetterlings- und anderen Tierarten, die nach ihm den Zusatz plesseni führen, sowie die Wiederentdeckung des weißen Stars (Balistar) gehen auf ihn zurück.
Nach Deutschland zurückgekehrt lebte er fortan auf dem Gut Wahlstorf bei Preetz, das er 1938 geerbt hatte und wo sich heute seine umfangreiche Sammlung von Asiatika befindet. Auch ein Großteil seiner Gemälde – Plessen malte vor allem holsteinische und indonesische Landschaften – befindet sich dort.

## Familie
Victor von Plessen ist ein Nachfahre von Christian Ludwig Scheel von Plessen. Seine Eltern waren der Lehensgraf Carl von Scheel-Plessen auf Sierhagen und dessen Ehefrau Louise, geb. Lehnsgräfin von Scheel-Plessen (seine Eltern waren Vetter und Cousine); seine Schwester war die Malerin Margaretha von Plessen. Sein Großvater mütterlicherseits  war der holsteinische Oberpräsident Carl Graf von Scheel-Plessen. Victor Baron von Plessen heiratete am 30. November 1934 Marie-Izabel, geb. von Jenisch, die Tochter des kaiserlich Deutschen Gesandten und Wirklichen Geheimen Rats Dr. jur. Martin Rücker Freiherr von Jenisch und dessen Gattin Thyra Gräfin Grote. Victor und Marie-Izabell von Plessen bekamen zwei Töchter und einen Sohn. Elisabeth und Marie-Louise sind seine Großnichten.

## Filmografie
(Quelle:)
- 1933: Insel der Dämonen (Produzent)
- 1936: Feste der Dajak (Regie)
- 1936: Giftpfeile und Reisbau (Regie)
- 1936: Alltag im Dajakdorf (Mitwirkung)
- 1936: Die Kopfjäger von Borneo (Produzent)
- 1938: Ketjak, Kinder-Barong und Kinder-Djanger auf Bali (Produzent, Regie)
- 1938: Speertänze, Reinigungszeremonien und Totenfeierlichkeiten auf Bali (Produzent, Regie)
- 1938: Tanzunterricht, Kebyar- und Legong-Tanz auf Bali (Produzent, Regie)
- 1938: Baris-Djauk-Tanz auf Bali (Produzent, Regie)
- 1938: Barong-Kèkèt-Tanz auf Bali (Produzent, Regie)
- 1944: Tropischer Reisbau (Regie)
- 1952: Borneo - Insel der Schönheit, Leidenschaft und Dämonie (Produzent, Regie)
- 1976: Eigentlich wollte ich nach Indien - Baron Victor von Plessen und seine Filme (NDR-TV-Film; Mitwirkung)[3]

## Schriften
- Bei den Kopfjägern von Borneo: Ein Reisetagebuch. Schützen-Verlag, Berlin 1936.
- Malaiisches Tagebuch. Herausgegeben von Louise von Plessen. Passeur, Dörnick 2024, ISBN 978-3-00-079383-7.